# Sparganopseustis aurolimbana
Sparganopseustis aurolimbana es una especie de polilla del género Sparganopseustis, categorizada en la tribu Sparganothini, de la subfamilia Tortricinae. Fue descrita por Zeller en 1866.
Fue publicada en Stettin. ent. Ztg. 1866: 139. Se distribuye por América del Sur: Colombia.